# 콩코르드 다리

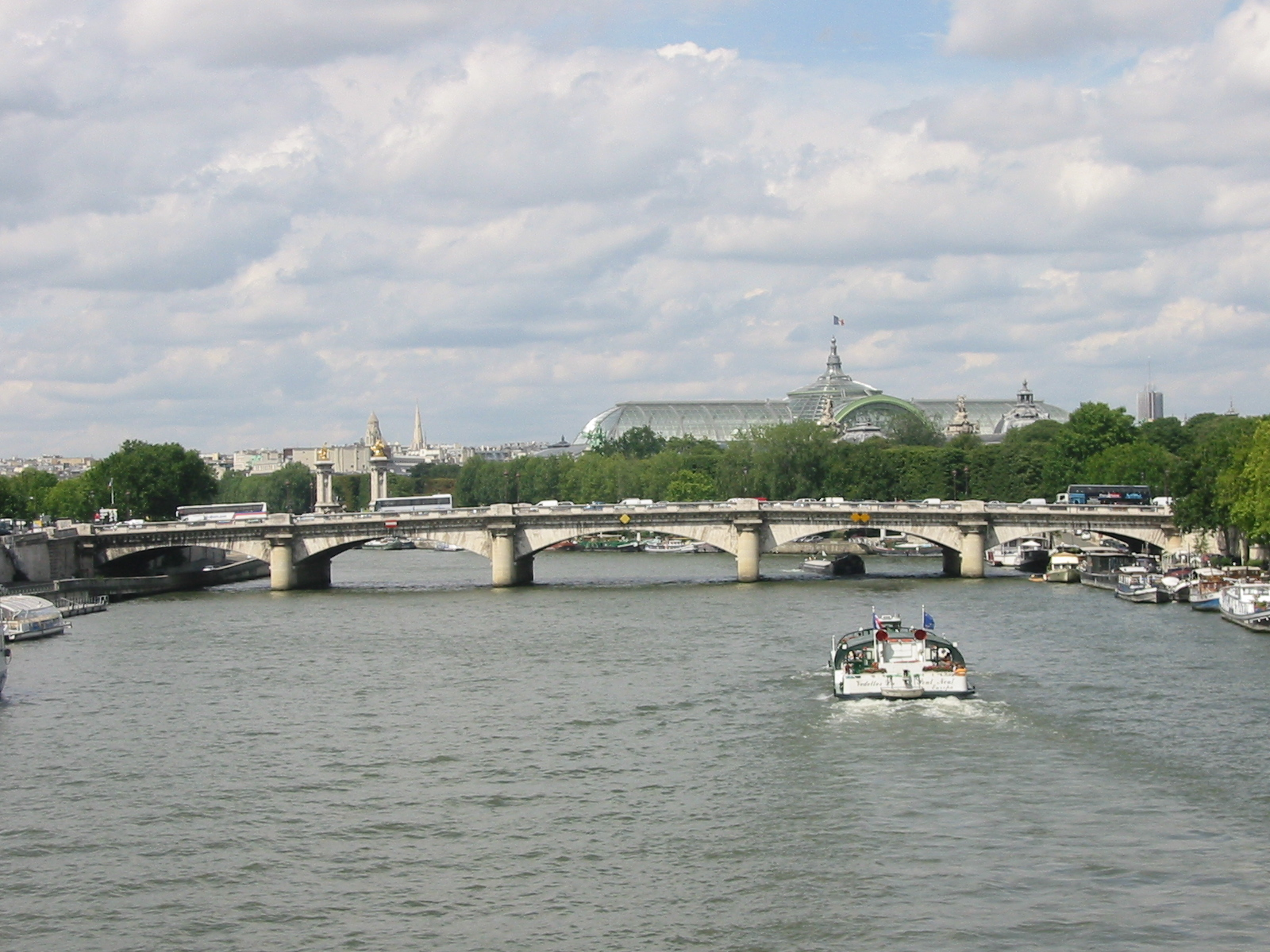
콩코르드 다리의 모습

콩코르드 다리(프랑스어: Pont de la Concorde는 파리의 센강에 있는 다리 이름이다. 튈르리 궁전으로 향하는 곳과 오르세 구역과 인접한 곳이며 별칭이 많은 다리로도 유명하다. 프랑스 인들 사이에서는 루이 16세교, 혁명교, 콩코르드 교 등으로도 불리기도 했지만 1830년경을 전후로 하여 콩코르드 다리라는 이름이 일반적으로 쓰이게 되었다고 한다. 콩코르드와 프랑스 국회 지하철역과 가깝다.

## 역사
건축가 장 로돌프는 1787년 건축 계획을 맡게 되었다. 1725년 이후로 건축 계획은 있었지만 지금의 콩코르드 다리 건설은 훨씬 시간이 흐른 뒤에야 시작된 셈이다. 당시에 이 부근에는 배를 타고 건너다녔기 때문에 이 문제를 없애고자 다리를 만든 것이다. 건축은 프랑스 혁명이 한창이던 시기까지 계속되었다.
1810년 나폴레옹 황제는 프랑스 제국의 전쟁 중 전사한 8명의 장군 동상을 이 부근에 세웠다. 부르봉 왕가의 복권이 이뤄지면서 12개의 화강암 비석으로 바뀌면서 4명의 장관과 4명의 장군, 4명의 항해사를 새긴 기념비가 새로 만들어졌다. 그러나 기념비를 다리에 세우기는 너무 무겁다는 사실이 밝혀지면서 루이 피리프 1세는 베르사유 궁전 인근으로 비석을 옮겼다.
교통 상황이 갈수록 악화되면서 1930년 경에는 다리의 확장 공사 문제가 대두되기에 이른다. 드발과 말렛이라는 기술자가 신고전주의 양식을 그대로 유지하면서 확장 공사에 임하게 되고 1983년이 돼서야 완벽하게 다시 태어난다.